# Delfzijl

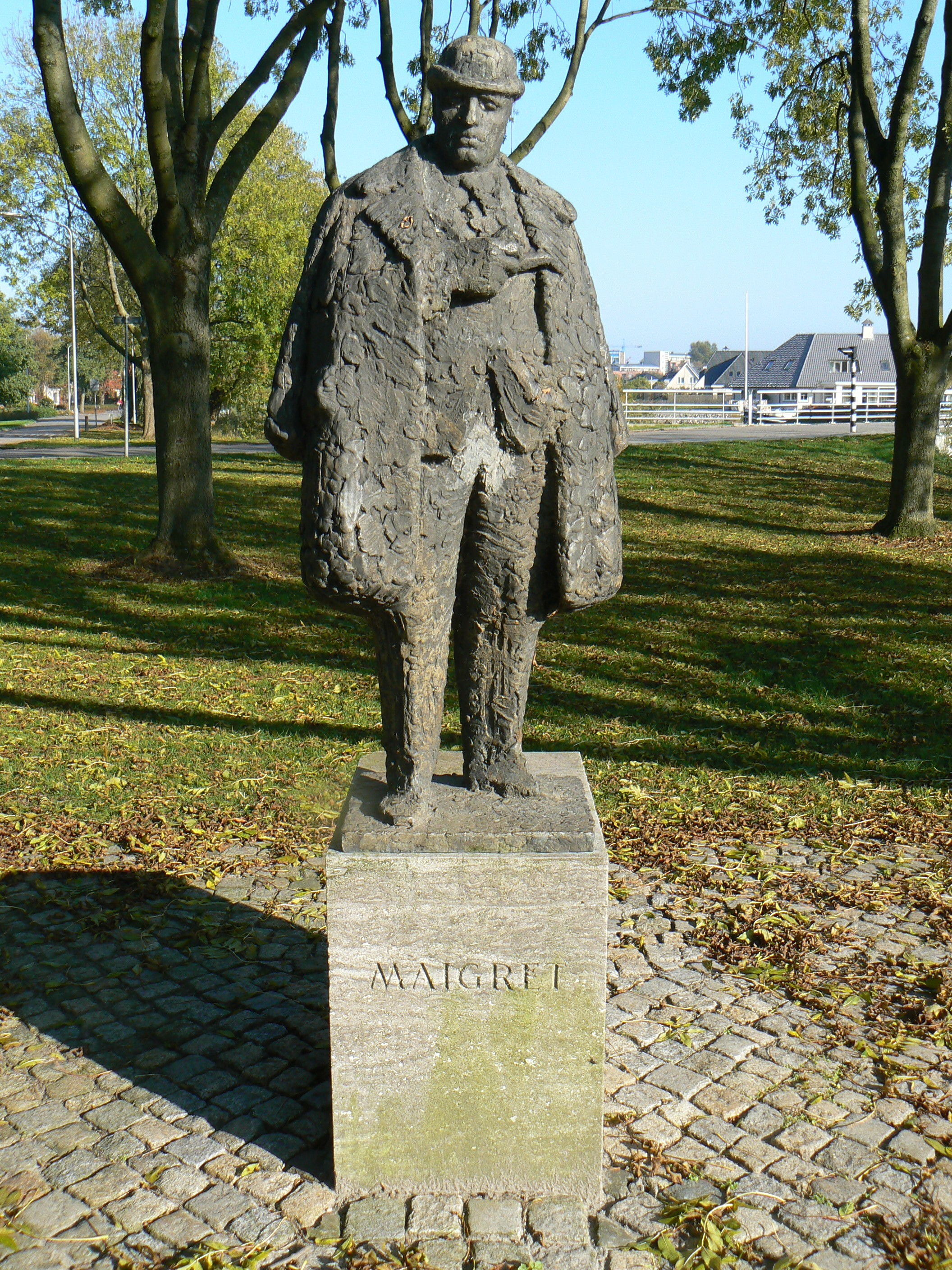
Statua raffigurante il commissario Maigret, nel parco di Delfzijl

Delfzijl /'dɛɫfˌzɛɪ̯ɫ/  è una città municipalità dei Paesi Bassi di 26 642 abitanti situata nella provincia di Groninga. La municipalità è stata soppressa nel 2021 ed inclusa nella nuova municipalità di Eemsdelta.

## Amministrazione

### Gemellaggi
- Cesenatico